# Romexpo

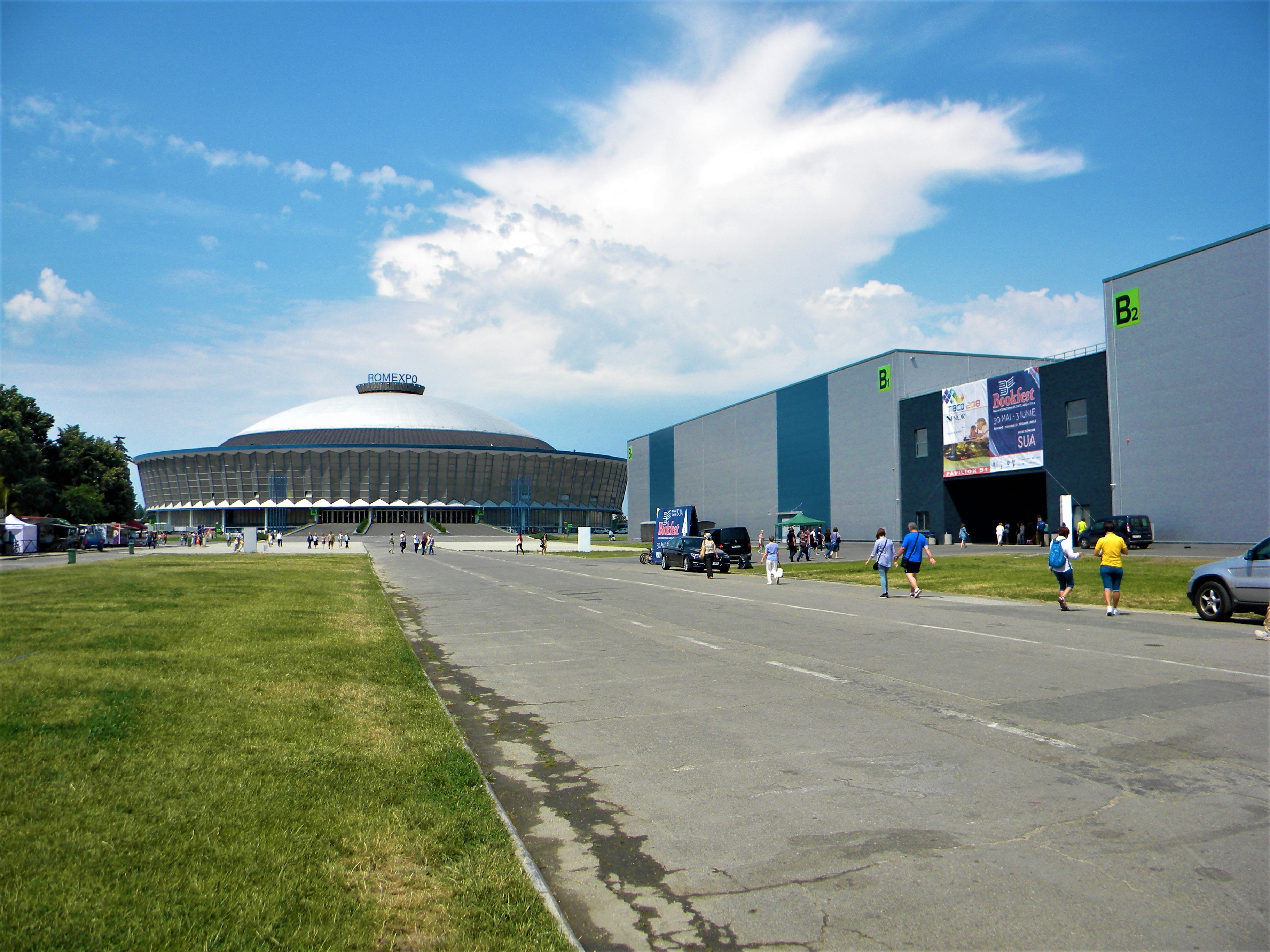
Romexpo

Romexpo, também conhecido como Romexpo Dome ou Romexpo Town, é um grande centro de exposições e arena coberta em Bucareste, Romênia . É usado principalmente para exposições, concertos e eventos esportivos. O complexo também hospeda mais de 140 outras exposições e feiras comerciais todos os anos. Tem 303,234 m2 (3,263,980 sq ft), abriga 100,000 m2 (1,100,000 sq ft) sob o telhado, espalhado por 11 pavilhões. 
A construção principal é muito semelhante ao Tokyo Dome . Está perto de outros marcos históricos de Bucareste, incluindo o Bucareste World Trade Center, as torres do City Gate e a Casa da Imprensa Livre .
Em 2018, cobriu uma área de exposição de 143.000 metros quadrados. Houve mais de 142.000 participantes, incluindo 3.500 empresas expositoras de 45 países. 

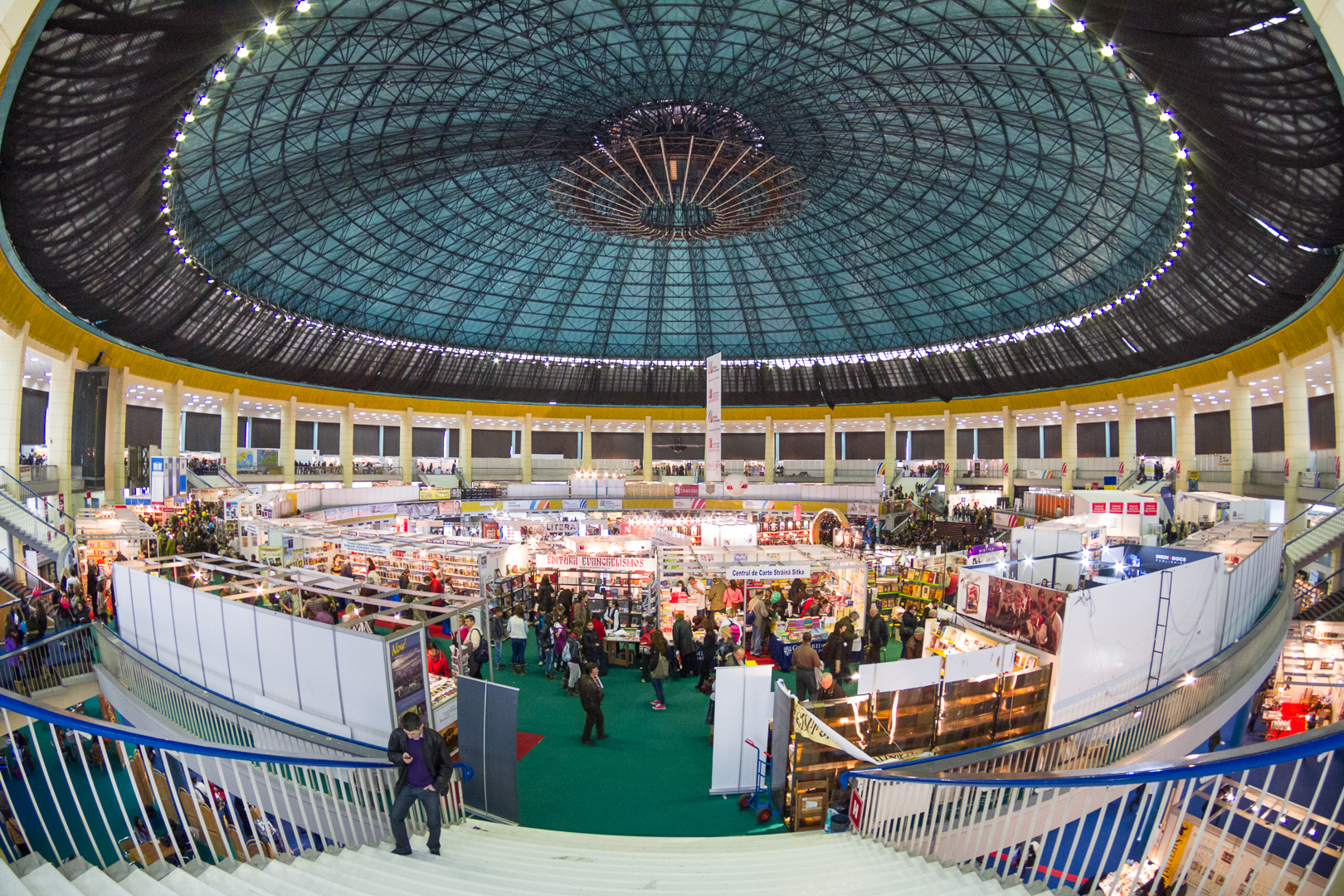
Interior da Romexpo

Em setembro de 2020, a Câmara dos Deputados aprovou uma lei para entregar a área à Câmara de Comércio e Indústria, permitindo que um investimento privado desenvolvesse um projeto imobiliário de cerca de € 3 bilhões no terreno. O Grupo Iulius planeja um gigantesco complexo que incluirá 14 novos edifícios com diversas finalidades: escritórios, residências, hotéis, espaços comerciais e museus, além de 12.000 vagas de estacionamento. 